# Ante Vukušić
Ante Vukušić (Sinj, 4. lipnja 1991.) je hrvatski nogometaš koji igra na poziciji napadača. Trenutačno igra za Croatiju Zmijavci.
Od navijača Hajduka, Torcide, a nakon legendarnog uzvika Drage Ćosića, Ante Vukušić nazivan je Sinjski dijamant.

## Klupska karijera

### Sinjski Junak i splitski Hajduk
Nogometnu karijeru počeo je u rodnome gradu u podmlatku sinjskoga Junaka. Potom je prešao u podmladak splitskoga Hajduka i igravši za juniore Hajduka, bio je najbolji strijelac juniorskog prvenstva.
Za seniorsku momčad Hajduka debitirao je 22. travnja 2009. godine, protiv Croatije Sesvete, ušavši umjesto Šerića u 64. minuti. Prije početka priprema za proljetni dio sezone 2010./11. imenovan je zamjenikom kapetana Andrića. Nakon furioznog početka sezone i prvog mjesta na ljestvici strijelaca, proljeće je donilo sasvim drugačiju sliku, nakon odlaska Ibričića i Strinića dva najbolja igrača Hajduka u sezoni Vukušić se pritajio i nije bio sjena onoga od jeseni. Ipak na kraju sezone zauzeo je drugo mjesto na ljestvici strijelaca Prve HNL s 14 pogodaka. Za Hajduka je odigrao odigrao ukupno 109 službenih utakmica i postigao 49 pogodaka.
Statistika u Hajduku
| Natjecanje        | Nastupi | Zgoditci |
| ----------------- | ------- | -------- |
| Prvenstvo         | 84      | 36       |
| Kup               | 10      | 5        |
| Superkup          | 0       | 0        |
| Međunarodne       | 15      | 6        |
| Splitski podsavez | 0       | 0        |
| Ukupno            | 109     | 47       |
| Prijateljske      | 53      | 24       |
| Sveukupno         | 162     | 71       |

### Delfino Pescara 1936
Krajem kolovoza 2012. godine prešao je u talijanski nogometni klub Delfino Pescara 1936. U listopadu 2015. godine je talijanski drugoligaš na svojoj stranici objavio da je ugovor sporazumno raskinut.

### Lausanne-Sport
Početkom veljače 2014. godine Ante odlazi na šestomjesečnu posudbu u švicarski nogometni klub Lausanne-Sport.

### Waasland-Beveren
Početkom kolovoza 2014. godine Ante odlazi na posudbu u belgijski Waasland-Beveren. U ožujku 2015. godine belgijski klub i Vukušić odlučili su prekinuti suradnju. Čelnici iz belgijskoga kluba htjeli su dati šansu mnogim mladim igračima u klubu, a Vukušić je u tom periodu postao otac. Zbog toga je Sinjski dijamant odlučio biti bliže obitelji u Hrvatskoj.

### Greuther Fürth
Krajem siječnja 2016. godine, nakon četiri mjeseca bez kluba, potpisuje za njemački Greuther Fürth. Nakon nešto više od godinu dana provedenih u njemačkom drugoligašu, sporazumno raskida ugovor s klubom u kojem je odigrao 21 utakmicu i zabio dva pogotka.

### Tosno
Dana 5. lipnja 2017. godine potpisao je dvogodišnji ugovor s novim ruskim premijerligašem Tosnom, gdje se priključio još jednom bivšem Hajdukovcu, Artemu Milevskom. Međutim ni tu se nije puno zadržao te je nakon šest mjeseci raskinuo ugovor s ruskim klubom.

### Olimpia Grudziądz
Nakon što nije uspio zadovoljiti na probi u BATE Borisovu, dana 8. ožujka 2018. godine, poljski drugoligaš Olimpia Grudziądz na svojim web stranicama objavljuje da je potpisao ugovor s Vukušićem. Ispadanjem Olimpije u treću poljsku ligu, ponovno postaje slobodan igrač.

### Krško
U rujnu 2018. godine potpisuje ugovor do kraja sezone sa slovenskim Krškom. Za Krško je debitirao 16. rujna 2018. godine u domaćem 0:2 porazu od Maribora.

## Reprezentativna karijera
U mlađim selekcijama hrvatske nogometne reprezentacije ima nastupe u dobnim uzrastima: do 18, do 19 i trenutačno nastupa za reprezentaciju do 21.
Dne 21. svibnja 2011. godine po prvi put je primio poziv, za A reprezentaciju Hrvatske, za susret s Gruzijom no nije nastupio. Za A reprezentaciju je debitirao u prijateljskoj utakmici protiv Švicarske, 15. kolovoza 2012. godine (2:4).

## Priznanja

### Individualna
- 2010.: Proglašen je najboljim športašem Dalmacije u izboru kojeg organizira Slobodna Dalmacija.[16]

## Vanjske poveznice
- Profil, hajduk.hr
- Profil, sportnet.hr
- Profil, Soccerway (engl.)
- Profil, Hrvatski nogometni savez
- Profil, Transfermarkt (engl.)
- Profil, Soccerbase (engl.)